# Amt Letschin
Das Amt Letschin war ein 1992 gebildetes Amt im Land Brandenburg, in dem sich zwölf Gemeinden des damaligen Kreises Seelow (heute Landkreis Barnim, Brandenburg) zu einem Verwaltungsverbund zusammengeschlossen hatten. Amtssitz war in der Gemeinde Letschin. Das Amt Letschin wurde 2003 wieder aufgelöst.

## Geographische Lage
Das Amt Letschin grenzte im Nordwesten und Norden an das Amt Barnim-Oderbruch, im Osten an Polen, im Südosten und Süden an das Amt Golzow und das Amt Seelow-Land, und im Südwesten und Westen an das Amt Neuhardenberg.

## Geschichte
Der Minister des Innern des Landes Brandenburg erteilte der Bildung des Amtes Letschin am 30. Juni 1992 seine Zustimmung. Als Zeitpunkt des Zustandekommens des Amtes wurde der 6. Juli 1992 festgelegt. Das Amt hatte seinen Sitz in der Gemeinde Letschin und bestand aus zwölf Gemeinden des damaligen Kreises Seelow:
1. Altbarnim
2. Gieshof-Zelliner Loose
3. Groß Neuendorf
4. Kiehnwerder
5. Kienitz
6. Klein Neuendorf
7. Letschin
8. Neu-Barnim
9. Ortwig
10. Sietzing
11. Sophiental (recte Sophienthal)
12. Steintoch

Zum 1. Januar 1995 schlossen sich die Gemeinden Sietzing und Klein Neuendorf zur neuen Gemeinde Sietzing zusammen. Zum 31. Dezember 1997 schlossen sich die Gemeinden Letschin, Sophienthal und Steintoch zur neuen Gemeinde Letschin zusammen. Altbarnim schloss sich zum 31. Dezember 1997 mit den Gemeinden Neutrebbin und Alttrebbin zur neuen Gemeinde Neutrebbin zusammen und wechselte in das Amt Barnim-Oderbruch. Am 4. April 2002 genehmigte das Ministerium des Innern des Landes Brandenburg den Zusammenschluss der Gemeinden Ortwig, Neubarnim, Gieshof-Zelliner Loose, Kiehnwerder, Groß Neuendorf, Kienitz, Sietzing und Letschin zur neuen Gemeinde Letschin. Der Zusammenschluss wurde aber erst zum 26. Oktober 2003 rechtswirksam. Das Amt Letschin wurde zum selben Zeitpunkt aufgelöst und die neue (Groß-)Gemeinde Letschin amtsfrei.

## Amtsdirektorin
Erste und einzige Amtsdirektorin des Amtes Letschin war Jutta Lieske, die seit 2004 Abgeordnete im Landtag des Landes Brandenburg ist. Sie war von November 2009 bis zum 24. Februar 2010 Ministerin für Infrastruktur und Landwirtschaft des Landes Brandenburg.

## Belege
1. ↑  Bildung des Amtes Letschin. Bekanntmachung des Ministers des Innern vom 30. Juni 1992. Amtsblatt für Brandenburg - Gemeinsames Ministerialblatt für das Land Brandenburg, 3. Jahrgang, Nummer 52, 24. Juli 1992, S. 952.
2. ↑  Zusammenschluß der Gemeinden Sietzing und Klein Neuendorf, Neutrebbin und Wuschewier, Wahlsdorf und Liepe. Bekanntmachung des Ministers des Innern vom 13. Januar 1995. Amtsblatt für Brandenburg - Gemeinsames Ministerialblatt für das Land Brandenburg, 6. Jahrgang, Nummer 9, 31. Januar 1995, S. 54.
3. ↑  Zusammenschluß der Gemeinden Letschin, Sophienthal und Steintoch (Amt Letschin) zu einer neuen Gemeinde Letschin. Bekanntmachung des Ministers des Innern vom 10. November 1997. Amtsblatt für Brandenburg Gemeinsames Ministerialblatt für das Land Brandenburg, 8. Jahrgang, Nummer 48, 3. Dezember 1997, S. 950.
4. ↑  Zusammenschluß der Gemeinden Neutrebbin, Alttrebbin (Amt Barnim-Oderbruch) und Altbarnim (Amt Letschin) zu einer neuen Gemeinde Neutrebbin. Bekanntmachung des Ministeriums des Innern vom 18. Dezember 1997. Amtsblatt für Brandenburg Gemeinsames Ministerialblatt für das Land Brandenburg, 9. Jahrgang, Nummer 2, 22. Januar 1998, S. 24/5.
5. ↑  Bildung einer neuen amtsfreien Gemeinde Letschin Bekanntmachung des Ministeriums des Innern vom 4. April 2002. Amtsblatt für Brandenburg Gemeinsames Ministerialblatt für das Land Brandenburg, 13. Jahrgang, Nummer 18, 2. Mai 2002, S. 501/2 PDF